# 레베르게역
레베르게역(U-Bahnhof Rehberge)은 베를린 미테구 베딩에 있는 U6의 역이다. 1920년대에 건설된 근처에 있는 폴크스파르크 레베르게(Volkspark Rehberge) 공원에서 이름을 따 왔다.
계획된 역명은 괴테파르크(Goethepark) 및 오타위슈트라세(Otawistraße)였다. 1956년 5월 3일 C선의 제슈트라세-쿠르트슈마허플라츠 구간 연장과 함께 개업했다. 역사는 브루노 그리메크(Bruno Grimmek)가 설계했으며, 알프레드 그레난데르의 설계 사상을 따랐다. 승강장 폭은 8 m이며 중앙 기둥은 육각형 형태로 건설되었다. 승강장 양쪽 끝은 대합실을 통해서 출구로 연결되며, 각각 대합실에는 출구가 2개씩 연결되어 있다. 2009년 가을 개보수 공사 이전까지는 중앙 기둥이 노란색 돌로 마감되어 있었고, 역사 외벽은 민트색 세라믹 타일로 마감되어 있었다. 역명은 외벽에 바로 부착되었다. 역사 내 조명은 건설 당시에는 신형이었던 네온등이 설치되었다.
2009년 가을부터 승강장과 대합실의 개보수 공사가 진행되었다. 2010년 12월 1일에 엘리베이터가 운영을 시작했고 엘리베이터 설치 예산으로 90만 유로가 소요되었다. 역사 외벽은 밝은 녹색 대형 세라믹 타일로 교체되었다. 과거 광고판 자리에는 역 주변의 예전 풍경 사진을 전시했다. 공사 당시 아스팔트 재질이었던 승강장 바닥도 개보수 공사 당시에 천연석으로 교체되었으며 점자 블록이 설치되었다.

## 인접 철도역
| 베를린 지하철 6호선                 | 베를린 지하철 6호선 | 베를린 지하철 6호선              |
| ----------------------------------- | ------------------- | -------------------------------- |
| 아프리카니셰 슈트라세 알트테겔 방면 | U6                  | 제슈트라세 알트마리엔도르프 방면 |